# KK Borac Čačak
Košarkaški klub Borac Čačak, obično poznat kao KK Borac Čačak ili kao Borac Mozzart iz sponzorskih razloga, srbijanski je košarkaški klub sa sjedištem u Čačku. Klub igra u ABA ligi i Košarkaškoj ligi Srbije. Igra u Hali Borca kraj Morave

## Povijest

### 1945. – 1992.
Borac je igrao  u Prvenstvu Jugoslavije u košarci od sezone 1952. U ovom klubu su ponikli Radmilo Mišović, Dragan Kićanović, Radivoj Živković, Željko Obradović i mnogi drugi igrači koji su ostavili značajan trag u europskoj, jugoslavenskoj i srpskoj košarci. U sezoni 1972./73. klub je završio na četvrtom mjestu regularne ljestvice Prve jugoslavenske košarkaške lige, što se smatralo velikim uspjehom za klub u tadašnjoj Jugoslaviji. Također, u narednoj sezoni Borac je nastupio u Kupu Radivoja Korača. U sezoni 1978./79., klub je završio na petom mjestu, a klupska omladinska momčad je osvojila prvenstvo.

### 1992. – 2017.
U Srbiji i Crnoj Gori Borac je bio redovan sudionik Prve lige Srbije i Crne Gore u košarci. U sezoni 1992./93. klub je stigao do polufinala Jugoslavenskog kupa. Nakon osamostaljenja Srbije, klub je sudjelovao u Košarkaškoj ligi Srbije. U sezoni 2009./10. klub je završio na prvom mjestu regularne ljestvice Košarkaške lige Srbije, ali je kasnije eliminiran u Superligi, koju čine najbolje plasirani klubovi nacionalne lige i srpski klubovi koji su sudjelovali u ABA ligi. U sezonama 2015./16. i 2016./17. klub je završio na drugom mjestu u regularnoj sezoni Košarkaške lige Srbije.

### 2017. –danas
Od sezone 2017./18., klub je osim u nacionalnoj ligi igrao i u novoosnovanoj Drugoj ABA ligi, gdje je bio prvi u regularnoj sezoni, ali je na kraju ispao u doigravanju. U sezonama 2017./18., 2018./19. i 2019./20. klub je također bio prvi na redovnoj ljestvici Košarkaške lige Srbije. U sezoni 2019./20. koja je bila prekinuta zbog pandemije COVID-19, klub je na temelju regularne ljestvice Druge ABA lige napredovao u ABA ligu.
Borac je svoju prvu sezonu u  ABA ligi 2020./21. završio na 11. mjestu s omjerom 8-18, predvođen glavnim trenerom Markom Marinovićem. U sljedećoj sezoni Borac je imao omjer 9-17, ali je morao igrati doigravanje za ispadanje zbog ligaških propisa sa Zlatiborom, kojeg je pobijedio u tri utakmice. U studenom 2022. Dejan Mijatović je preuzeo ulogu glavnog trenera, a u sezoni 2022./23. ABA lige klub je završio na 13. mjestu nakon što je izbjegao izravnu relegaciju pobjedom u gostima nad Budućnošću. U doigravanju za ispadanje je pobijedio Helios rezultatom 2-1 i tako je ostao u ligi. U sezoni 2023./24. Borac je završio na 10. mjestu s omjerom 10-16.

## Vanjske poveznice
- Službena stranica
- KK Borac Čačak na eurobasket.com